# Giuseppe Facchinetti Pulazzini
Giuseppe Facchinetti Pulazzini, Conte, Patrizio di Ravenna, Nobile di Verricchio, Nobile di Cesena (Rimini, 8 gennaio 1862 – Città di Castello, 9 settembre 1952) è stato un magistrato e politico italiano.

## Biografia
Laureato a Bologna, entra in magistratura nel 1866. È stato pretore a Rimini, Firenze, Montalto Marche, Rivarolo Canavese, Vergato, Faenza e Bologna, sostituto procuratore a Nicastro, Mantova e Potenza, capo della procura di Pinerolo.
Fu poi sostituto procuratore generale a Torino; indi fu procuratore generale di Corte di appello a Trieste, Napoli e Roma, dove era in carica quando il 9 novembre 1926 avvenne la decadenza dei deputati aventinisti. 
Senatore dal 1929, fu dichiarato decaduto con sentenza dell'Alta Corte di Giustizia per le Sanzioni contro il Fascismo del 31 luglio 1945.